# Tulaya staudingeri
Tulaya staudingeri is een vlinder uit de familie van de grasmotten (Crambidae). De wetenschappelijke naam van de soort is, als Hercynella staudingeri, in 1893 voor het eerst geldig gepubliceerd door George Thomas Bethune-Baker. De naam Hercynella bleek echter al in gebruik voor een geslacht van tweekleppigen, en in 2007 werd voor het geslacht de nieuwe naam Tulaya voorgesteld.